# Provincia de Auserd
La provincia de Auserd es una de las provincias creadas por Marruecos en el territorio no autónomo del Sáhara Occidental ocupado por aquel, parte de la región de Dajla-Río de Oro. Tiene una superficie de 65 917 kilómetros cuadrados y 16 190 habitantes censados en 2014.

## División administrativa
La prefectura de Auserd consta de un municipio y cinco comunas:

### Municipios
- La Güera

### Comunas
- Agüenit
- Auserd
- Bir Gandús
- Tichla
- Zug